# Guillaume Levarlet
Guillaume Levarlet (25 de julho de 1985) é um ciclista francês que foi profissional entre 2007 e 2018.
Teve um acidente rodoviário a 24 de novembro de 2013 onde faleceu Arnaud Coyot e no que se encontrava de igual modo seu colega de equipa Sébastien Minard. Como consequência foi condenado a um ano de prisão suspensa "por homicídio involuntario ao conduzir um veículo sob os efeitos do álcool".

## Palmarés
- 2007
  - Tour de Jura

- 2010
  - 1 etapa do Tour de Gévaudan Languedoc-Roussillon

- 2011
  - Tour de Gévaudan Languedoc-Roussillon, mais 2 etapas

## Resultados em Grandes Voltas
Durante a sua carreira desportiva conseguiu os seguintes postos nas Grandes Voltas:
| Corrida | Corrida         | 2007 | 2008  | 2009 | 2010 | 2011 | 2012 | 2013 | 2014 | 2015 | 2016 | 2017 | 2018 |
| ------- | --------------- | ---- | ----- | ---- | ---- | ---- | ---- | ---- | ---- | ---- | ---- | ---- | ---- |
|         | Giro d'Italia   | —    | 113.º | —    | —    | —    | —    | —    | —    | —    | —    | —    | —    |
|         | Tour de France  | —    | —     | —    | —    | —    | 75.º | 61.º | —    | —    | —    | —    | —    |
|         | Volta a Espanha | —    | —     | —    | —    | —    | —    | —    | 49.º | —    | —    | —    | —    |

—: não participa

## Equipas
- - Auber 93 (2007)
  - Française des Jeux (2008-2009)
  - Saur-Sojasun (2010-2012)
  - Cofidis, Solutions Crédits (2013-2014)
  - Auber 93 (2015-2016)
  - Auber 93 (2015)
  - HP BTP-Auber93 (2016)
  - Wanty-Groupe Gobert (2017)
  - Saint Michel-Auber93 (2018)